# Coppa dei Campioni 1956-1957 (pallamano maschile)
La Coppa dei Campioni 1956-1957 è stata la 1ª edizione della massima competizione europea di pallamano; questa prima edizione fu svolta tra selezioni delle principali città europee. Il torneo si è concluso il 9 marzo 1957. Il titolo è stato conquistato dai cecoslovacchi della selezione di Praga per la prima volta nella loro storia sconfiggendo in finale gli svedesi della selezione di Örebro.

## Risultati

### Primo turno
| Squadra 1 | Risultato | Squadra 2        |
| --------- | --------- | ---------------- |
| Lucerna   | 15 - 9    | Esch-sur-Alzette |

### Secondo turno
| Squadra 1 | Risultato | Squadra 2  |
| --------- | --------- | ---------- |
| Bucarest  | 13 - 12   | Belgrado   |
| Haßloch   | 27 - 8    | Lucerna    |
| Parigi    | 18 - 14   | Barcellona |

### Quarti di finale
| Squadra 1  | Risultato | Squadra 2   |
| ---------- | --------- | ----------- |
| Copenaghen | 22 - 12   | Katowice    |
| Örebro     | 15 - 12   | Berlino Est |
| Parigi     | 18 - 15   | Haßloch     |
| Praga      | 24 - 19   | Bucarest    |

### Semifinali
| Squadra 1 | Risultato | Squadra 2  |
| --------- | --------- | ---------- |
| Örebro    | 30 - 17   | Parigi     |
| Praga     | 25 - 18   | Copenaghen |

### Finale
| Parigi 9 marzo 1957 | Örebro | 13 – 21 | Praga |  |